# Leiodes carpathica
Leiodes carpathica – gatunek chrząszcza z rodziny grzybinkowatych i podrodziny Leiodinae.
Gatunek ten opisany został po raz pierwszy w 1896 roku przez Ludwiga Ganglbauera pod nazwą Liodes carpathicus.
Chrząszcz o ciele długości od 1,8 do 2,5 mm, owalnym w zarysie, błyszczącym, o ubarwieniu jasnokasztanowym do kasztanowobrunatnego z rdzawymi odnóżami i czułkami (te ostatnie z przyciemnionymi buławkami). Głowa ma nadustek odgraniczony od czoła oraz czułki o ostatnim członie nieco węższym od poprzedniego. Przedplecze ma wyraźnie punktowaną powierzchnię, obrzeżone krawędzie boczne, krawędź tylną prostą, a tylne kąty dobrze zaznaczone, w widoku grzbietowym nienakrywające podstawy pokryw. Na pokrywach znajduje się po dziewięć wyraźnych, prostych rządków z dość małymi i gęsto rozmieszczonymi punktami. Międzyrzędy są punktowane bardzo delikatnie z wyjątkiem nielicznych większych punktów na nieparzystych z nich. Brak jest na powierzchni pokryw poprzecznych bruzdek łączących punkty. Między biodrami odnóży drugiej pary bierze swój początek dość wysoka i stosunkowo stromo ku przodowi opadająca listewka. Stopy przedniej i środkowej pary zbudowane są z pięciu członów. Odnóża tylnej pary mają wewnętrzne wierzchołki ud z drobnym ząbkiem, wyprostowane i długie golenie oraz czteroczłonowe stopy. 
Owad górski, po letnich powodziach znajdowany również wśród napływek w dolinach rzecznych na przedgórzach.
Gatunek palearktyczny, europejski, podawany z Niemiec, Austrii, Polski, Czech, Słowacji, Rumunii oraz Bośni i Hercegowiny. W Polsce stwierdzony został na Wyżynie Krakowsko-Częstochowskej, w Beskidach Zachodnich i Wschodnich, Tatrach i Pieninach.